# 1977 en photographie
| Années de la photographie : 1974 - 1975 - 1976 - 1977 - 1978 - 1979 - 1980    |
| Décennies de la photographie : 1940 - 1950 - 1960 - 1970 - 1980 - 1990 - 2000 |

Cet article présente les faits marquants de l'année 1977 en photographie.

## Événements
- Création du magazine français Égoïste consacré à la photographie, par Gérard-Julien Salvy et Nicole Wisniak.
- Les Archives nationales de Thaïlande à Bangkok prennent en charge la Collection royale de photographies (en), constituée à partir du milieu du XIXe siècle par trois souverains thaïlandais, les rois Chulalongkorn et Vajiravudh et le prince Damrong Rajanubhab. La collection est constituée de 35 427 négatifs sur plaques de verre et d'environ 50 000 tirages originaux, de 1855 à 1935[1].
- Howard Gilman (1924-1998), président de la Gilman Paper Company, une compagnie papetière de Géorgie aux États-Unis, commence à rassembler avec l'aide de Pierre Apraxine un ensemble d'épreuves photographiques et de négatifs du XIXe siècle, qui forment la Gilman Paper Company Collection[2] ; l'ensemble, composé de plus de 8 500 pièces dont la valeur est estimée à plus de 50 millions de dollars, sera acquis en 2005 par le Metropolitan Museum of Art de New York.
- La fille du photographe Augustin Boutique lègue à la ville de Douai un fonds de 25 000 plaques de verre ; la photothèque Augustin-Boutique-Grard sera inaugurée en 1989 dans l'un des bâtiments du musée de la Chartreuse de Douai[3].
- La première image satellite en temps réel est prise par le satellite américain KH-11.

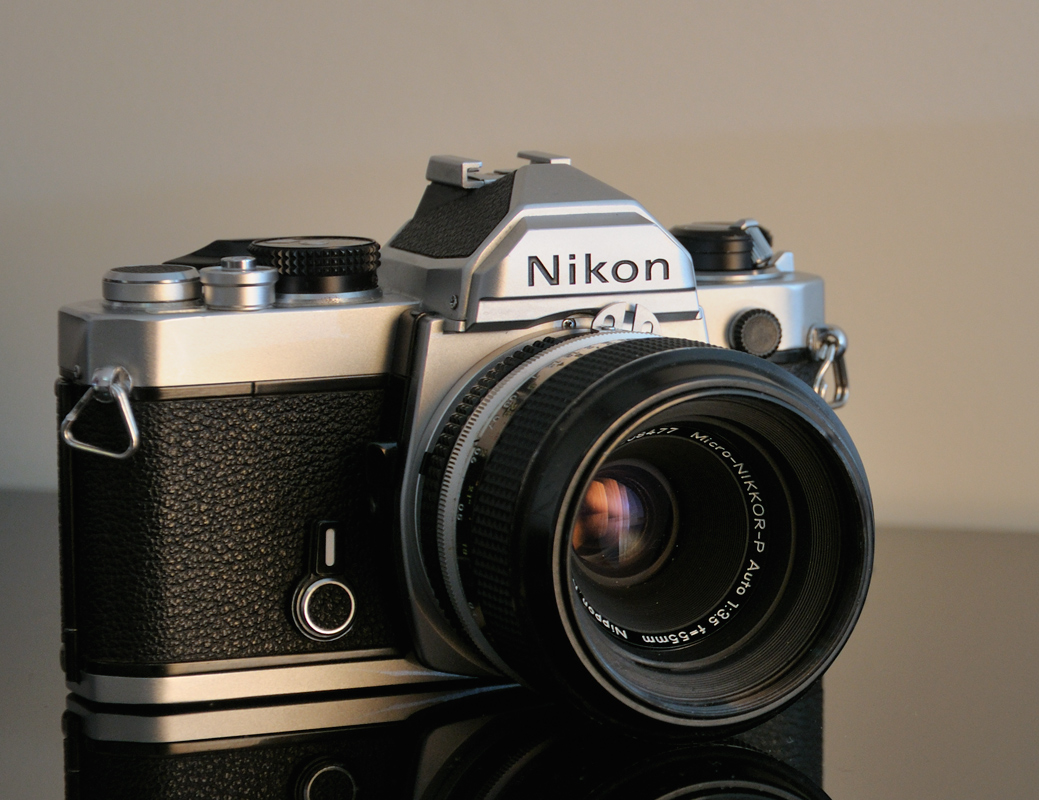
Nikon FM.

- Commercialisation par Nikon du Nikon FM, un appareil photographique reflex mono-objectif, premier d'une lignée d'appareils compacts ; il succède au Nikkormat FT3.
- décembre : la firme japonaise Canon commercialise pour l'exportation le Canon AT-1, un appareil photographique reflex mono-objectif 35 mm, variante du Canon AE-1 sans le mode d'exposition automatique.

## Livres de photographies
- Raymond Burnier et Alain Daniélou, Le Temple hindou : centre magique du monde, Paris, éditions Buchet-Chastel.
- Gisèle Freund, Mémoires de l'œil, Paris, Seuil, 141 p.  (ISBN 2-02-004629-6), à la fois autobiographie et album de photographies[4].
- Duane Michals, Vrais rêves : histoires photographiques, Paris, Chêne  (ISBN 2-85108-132-2)[5].
- Jean-Claude Gautrand (préf. Jean-Pierre Raynaud), Forteresses du dérisoire, Paris, Presses de la Connaissance, coll. « La Pierre angulaire » (ISBN 2-85889-016-1).
- Ferdinando Scianna :
  - Les Siciliens, textes de Dominique Fernandez et Leonardo Sciascia, Paris, Denoël, XXII-168 p.
  - La Villa dei Mostri : con un'antologia dei viaggiatori, texte de Leonardo Sciascia, Turin, Einaudi, coll. « Einaudi Tascabili. Letteratura », no  55, 96 p.
- Garry Winogrand, Public relations (préf. Tod Papageorge), New York, The Museum of Modern Art, 1977, 111 p.

## Études, essais, articles
- Gisèle Freund, Mémoires de l'œil, Paris, Seuil, 141 p.[6],[7].
- (en) Susan Sontag, Sur la photographie (en), New York, Farrar, Straus and Giroux  (ISBN 0-374-22626-1) : recueil de six essais publiés de 1973 à 1977 dans la revue The New York Review of Books, exploration de la manière dont l'image photographique a bouleversé la société.

## Films sur la photographie
- Jean Beaudin, J.A. Martin photographe, film québécois.

## Expositions
- 13 mai - 24 juillet : Malerei und Photographie im Dialog : von 1840 bis heute, Kunsthaus, Zurich[8].
- 15 juin - 15 août : Paul Strand, Musée national d'Art moderne, Centre Georges-Pompidou, Paris ; commissaire d'exposition Jean-Claude Lemagny[9].
- 21 juin - 20 septembre : Alexandre Rodtchenko photographe, ARC [Animation, recherche, confrontation], Musée d'art moderne de la Ville de Paris.
- 25 juin - 18 novembre : The history of fashion photography, George Eastman House, Rochester[10].
- 6 juillet - 27 août : Concerning photography : some thoughts about reading photographs, The Photographers' Gallery, Londres.
- juillet - octobre : Gli Alinari : fotografi a Firenze 1852-1920, Fort Belvedere, Florence.
- 19 octobre - 21 novembre : Quartier Beaubourg : Saint-Jacques, Saint-Martin, Saint-Merri, Centre Georges-Pompidou et Église Saint-Merri, Paris ; l'exposition inclut un reportage photographique de Martine Franck sur le quartier, commandé par le Centre Georges-Pompidou[11].
- 4 novembre - 5 décembre : Photo-Journalisme, Musée Galliera, Paris, dans le cadre du Festival d'automne ; commissaire d'exposition  Pierre de Fenoÿl.
- 16 novembre - 15 janvier 1978 : Niepce to Atget : the first century of photography from the collection of André Jammes, Art Institute of Chicago.
- 23 novembre - 2 janvier 1978 : Tendances actuelles de la photographie en France, Musée d'Art moderne de la Ville de Paris ; commissaire d'exposition Michel Nuridsany[12].
- 21 décembre - 20 février 1978 : E. J. Marey 1830-1904 : la photographie du mouvement, Musée national d'Art moderne, Centre Georges-Pompidou, Paris ; commissaires d'exposition Jean Clair et Michel Frizot.

## Festivals et congrès photographiques
- 7-27 juillet : 8e Rencontres de la photographie d'Arles[13].
- septembre : photokina, Cologne[14].

## Prix et récompenses
- Prix Niépce : Roland Laboye.
- Prix Nadar : Michelle Martin et André Martin, Les noires vallées du repentir : contribution à l'étude de la mentalité magico-religieuse en Italie méridionale, Paris, éditions Entente, 129 p.  (ISBN 2-7266-0013-1).
- Prix Kodak de la critique photographique : John Batho (1er prix) - Bernard Plossu (2e prix) - Olivier Martel (3e prix) - Yves Aubry (4e prix).
- Prix Erich-Salomon : magazine Bild der Wissenschaft.
- Prix culturel de la Société allemande de photographie : Wesley T. Hanson et Eberhard Klein.
- Prix Robert Capa Gold Medal : Catherine Leroy (Gamma), Time, couverture de combats de rue à Beyrouth[15].
- Prix Ansel-Adams non attribué.
- Prix Pulitzer :
  - Prix Pulitzer de la photographie d'article de fond : Robin Hood, Chattanooga Times Free Press, « pour sa photo d'un ancien combattant handicapé et de son enfant lors de la parade du Armed Forces Day ».
  - Pulitzer Prize for Spot News Photography :
    - Stanley Forman, Boston Herald-American, pour sa photographie du 5 avril 1976 The Soiling of Old Glory, qui met en scène Joseph Rakes attaquant Theodore Landsmark en se servant d'un drapeau américain comme lance, durant une manifestation contre le busing à l'hôtel de ville de Boston.
    - Neal Ulevich (en), Associated Press, pour une série de photographies sur le désordre et la brutalité dans les rues de Bangkok.
- Prix de la Société de photographie du Japon : Eiko Yamazawa.
- Prix Kimura Ihei : Shin'ya Fujiwara.
- Prix Ina-Nobuo : Masahisa Fukase.
- World Press Photo de l'année : Françoise Demulder, pour la photographie prise à Beyrouth le 18 janvier 1976 représentant une Palestinienne implorant un milicien armé devant une maison en flammes, lors du massacre du quartier de la Quarantaine[16],[17].

## Naissances
- 11 janvier : William Daniels, photographe documentaire français.
- 5 février : Shah Marai, photojournaliste afghan, chef du service photo du bureau de l’agence France-Presse à Kaboul, mort le 30 avril 2018.
- 17 février : Cem Bayoğlu, photographe et artiste visuel turc.
- 17 mars :
  - Stéphane Gizard, photographe français.
  - Olivier Laban-Mattei, photojournaliste, photographe documentaire et réalisateur français.
- 3 mai : Charles Delcourt, photographe documentaire et artiste visuel français.
- 1er novembre : Cyrus Cornut, photographe français, d’origine irano-irakienne.
- 16 novembre : Yohann Gozard, photographe plasticien français.
- Date précise inconnue ou non renseignée :
  - Marina Gadonneix, photographe française lauréate en 2020 du Prix Niépce.
  - Cédric Gerbehaye, photographe documentaire et réalisateur indépendant belge
  - Gregory Halpern, photographe américain.
  - Edgar Martins, photographe britannique d'origine portugaise.
  - Áris Messínis, reporter-photographe grec.

## Décès
- 1er mai : Albert Plécy, journaliste et photographe français, spécialiste du langage de l’image, cofondateur de l’association Gens d'images[18], né le 26 août 1914.
- 3 octobre : Richard Peter, photographe et photojournaliste allemand, né le 10 mai 1895.

## Célébrations
Centenaire de naissance
- Malcolm Arbuthnot
- Joseph-Alexandre Castonguay
- Batty Fischer
- Claro Jansson
- Guillaume de Jerphanion
- Hugh Mangum
- Jacob Merkelbach
- Maurice de Périgny
- Alphonse Plumier
- Émile Octave Prillot
- Josef Jindřich Šechtl
- Evgueni Slavinski

Centenaire de décès
- James Anderson
- Adolphe Braun
- Jules Itier
- Luigi Montabone
- Augusto Stahl
- William Henry Fox Talbot
- Marcin Zaleski

Bicentenaire de naissance
- Bernard Courtois